# Пітер Артур Даймонд
Пітер Артур Даймонд (англ. Peter A. Diamond; 29 квітня 1940) — американський економіст, лауреат Нобелівської премії з економіки.

## Життєпис
Пітер Даймонд отримав ступінь бакалавра з математики в Єльському університеті в 1960 році і доктора економічних наук у Массачусетському технологічному інституті в 1963 році.
Працював асистентом професора в університеті Каліфорнії, Берклі, з 1964 по 1965 рік і доцентом до переходу в 1966 році на факультет Массачусетського технологічного інституту як ад'юнкт-професора. Даймонд був призначений професором в 1970 році, займав посаду начальника Департамента економіки у 1985—1986 роках і отримав звання професора в 1997 році. В 1968 році був вибраний членом економетричної общини і займав пост її президента.
У 2003 році він займав пост президента Американської економічної спілки. Він є членом Американської академії мистецтв і наук (1978), членом Національної академії наук (1984) і членом-засновником Національної академії соціального страхування (1988). У 2008 році Даймонд отримав премію Роберта М. Болла за видатні досягнення в сфері соціального страхування.
29 квітня 2010 року Даймонд був заявлений президентом Обамою як один з трьох кандидатів на зайняття вакансії в Раді управляючих Федеральної резервної системи. 5 серпня 2010 року Сенат розглянув кандидатуру Даймонда, але відхилив її. Президент Обама повторно висунув його кандидатуру на розгляд сенату 13 вересня. До речі, Бен Бернанке, нинішній голова ФРС, колись сам був студентом Даймонда.

## Наукова діяльність
Пітер вніс фундаментальний вклад в різноманітних областях, в тому числі державного боргу та накопичення капіталу, ринки капіталу та розподілення ризиків, оптимального оподаткування, пошуку та узгодження на риках праці соціального страхування.
Даймонд сконцентрував більшу частину своєї професійної діяльності на аналізі політики американського соц. забезпечення, а також його аналогів в інших країнах, таких як Китай. Він пропонував коригування політики забезпечення в бік більших відрахувань на соціальне страхування, використання актуарних таблиць для коригування змін тривалості життя і збільшення долі прибутків, що підлягають до оподаткування.

### Модель Самуельсона— Даймонда
У 1965 році Пітер Даймонд об'єднав модель майбутнього лауреата Нобелівської премії з економіки Пола Самуельсона про причини існування відсоткового доходу на капітал з моделлю економічного зростання Солоу, додавши урахування доповнень моделі Рамсея та отримав модель аналізу заощаджень економіки та перетворення їх на інвестиції. Підсумком була «Модель перетинних поколінь» (англ. Overlapping generations model), яку також називають «моделлю Самуельсона — Даймонда». Вона також дозволила дослідити вплив на рівень споживання типу пенсійної системи (солідарна чи накопичувальна).

## Нобелівська робота
2010 року Нобелівська премія дісталася американцям Пітеру Даймонду та Дейлу Мортенсену і британцю кіпрського походження Крістоферу Піссарідісу — за «внесок у макроекономіку».
Як зазначається у повідомленні Нобелівського комітету, лауреати відповіли на два засадничі запитання: чому так багато безробітних у той час, коли на ринку є багато вакантних робочих місць, та як економічна політика впливає на безробіття. Американсько-британське тріо розробило теорію, яка пояснює такі ситуації. Пітер Даймонд проаналізував засади ринкового пошуку, а Дейл Мортенсен та Крістофер Піссарідіс розширили теорію і пристосували її до ринку праці. Вчені також пояснили, яким чином регулювання та економічна політика впливають на рівень безробіття, вакансії і зарплати. Один із головних висновків такий: чим щедрішою є допомога з безробіття, тим вищим є рівень безробіття. Їхня робота включає аналіз процесів продажів і покупок, а також дослідження того, яким саме чином вакансії на ринку праці і зарплата потрапляють під вплив регулювання та політики.
«Згідно з класичним баченням ринку, продавці і покупці знаходять одне одного миттєво, без потреби, і мають повну інформацію про ціни на всі товари і сервіси… Але це не те, що зараз насправді відбувається у світі», — говориться у висновку Нобелівського комітету.
На думку членів комітету, робота трьох учених розширює розуміння «пошуку ринків», де тертя існують як відсутність попиту деяких покупців і продавців настільки, наскільки вони хочуть самі.
Це може включати як прості випадки між покупцем і продавцем продуктів, так і комплексні відносини між роботодавцями і тими, хто шукає роботу, а також між компаніями та постачальниками.
Як стверджує комітет, на ринку праці модель лауреатів допоможе зрозуміти як безробіття, вакансії і зарплата потрапляють під вплив регулювання та економічної політики, включаючи розмір виплат з безробіття.
Теорії Даймонда, Мортенсена і Пісарідіса також підходять для ринку житла, адже і вакансії, і час, щоб продати будинок, змінюються. Крім того, Даймонд проаналізував основи пошуку ринків, тоді як Мортенсен і Пісарідіс розширили теорію і застосували її до ринку праці.

## «Пошукове тертя»
Основою нового підходу є уявлення про те, що пошук контрагента по угоді потребує витрат — як часових, так і матеріальних. Наприклад, якщо людина шукає роботу, вона витрачає час на перегляд оголошень з вакансіями, розсилку резюме, співбесіди з потенційними роботодавцями і т. д.. Отримавши пропозицію про роботу, він може або прийняти його, або відмовитись — в останньому випадку він продовжує нести витрати, пов'язані з пошуком, сподіваючись отримати привабливішу пропозицію в майбутньому. У схожій ситуації опиняється і роботодавець: взявши інтерв'ю у N людей, він зможе зробити пропозицію лише одному з них або ж запросити на співбесіду ще декількох людей, сподіваючись зустріти серед них кандидата, ще придатнішого для даної роботи.
Наявність видатків, пов'язаних з пошуком, або «пошукового тертя» присутнє не лише на ринку праці, але також і на ринках товарів та послуг. Виробник товарів витрачає ресурси на пошук надійних поставників сировини, виробник побутової техніки — на пошук поставників комплектуючих і т. д. Раціональні економічні агенти вирішують нести пошукові витрати впритул до розумної межі щоразу, коли їх потенційні партнери на ринку неоднорідні з точки зору бачення очікуваних взаємних вигід. Так, з точки зору фірми, з двох кандидатів один більше підходити для даної роботи, а інший — менше. А кандидату одна з двох запропонованих робіт буде здаватись привабливішою.
Можна сказати, що всі ці речі є досить очевидними, але ще й досі не відбивались в макроекономічних теоріях та моделях, адже явний облік витрат на пошук кардинально змінює механізм функціонування ринку. Модель класичного (Вальрасового) ринку, де єдина рівноважна ціна формується під взаємодією попиту та пропозиції, є сильно спрощеною і не дозволяє аналізувати такі важливі поняття, як безробіття і розкид цін та зарплат в економіці. Дійсно, якщо на такому ідеальному ринку раптом виникає безробіття, тобто збиткова пропозиція робочої сили, рівноважна зарплата просто буде знижуватись до того часу, доки обсяг пропозиції праці не зрівняється з попитом на нього, після чого безробіття зникне.
Очевидно, що новий підхід до моделювання ринку праці пропонує серед всього іншого цінний інструментарій для пояснення емпіричних закономірностей, а також для дослідження того, як має бути облаштована політика уряду в області регулювання ринку праці та соціального страхування.